# Głowaczek
Głowaczek (Cephalaria Schrad.) – rodzaj roślin z rodziny przewiertniowatych. Przez długi czas znanych w obrębie tego rodzaju było ok. 65 gatunków opisanych do 1940 roku. Opisywane były kolejne gatunki i w 2014 podawano ich 94, a w 2024 – 102. Zasięg rodzaju obejmuje obszar śródziemnomorski, południowo-zachodnią Azję (na wschodzie sięgając po Azję Centralną, zachodnie Chiny i Pakistan) oraz południową Afrykę, przy czym w samej Turcji rośnie ich 39 gatunków. Nazwa rodzajowa pochodzi od greckiego słowa kephalé – głowa i nadana została tym roślinom ze względu na gęste, główkowate kwiatostany. Niektóre gatunki uprawiane są jako ozdobne, zwłaszcza w ogrodach naturalistycznych. W rejonie Kaukazu kwiaty głowaczka olbrzymiego wykorzystywane są do barwienia wełny. W Turcji ten gatunek i C. balansae wykorzystywany jest leczniczo. Nasiona głowaczka syryjskiego dodawane są do mąki, z której wypiekany jest chleb, w celu opóźnienia jego czerstwienia. 

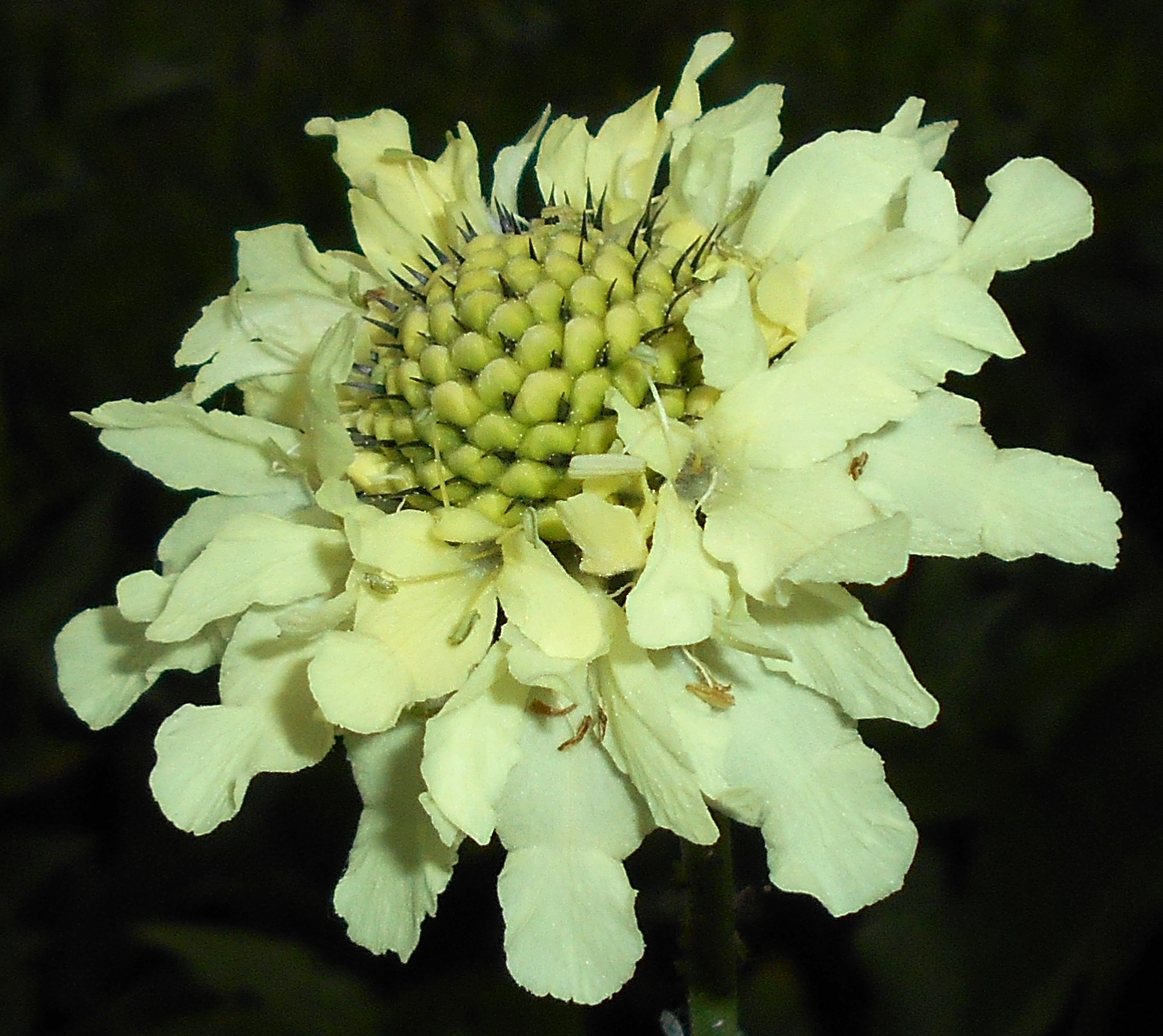
Głowaczek olbrzymi

## Morfologia
PokrójRośliny zielne, zarówno jednoroczne jak i wieloletnie. Pędy nagie lub owłosione.
LiścieUlistnienie naprzeciwległe. Blaszka ząbkowana do pierzastodzielnej.
KwiatyZebrane w główki kuliste do jajowatych, wyrastające na długich, wyprostowanych szypułach. Podsadki wspierające kwiatostan skórzaste, przysadki wyrastające z dna kwiatostanowego okazałe. Kwiaty wsparte są kieliszkiem z licznymi ząbkami na brzegu. Kielich jest kubkowaty, z czterema łatkami. Korona kwiatu rurkowata, z czterema łatkami na końcu, barwy białej, żółtawej, liliowej do niebieskiej.

## Systematyka

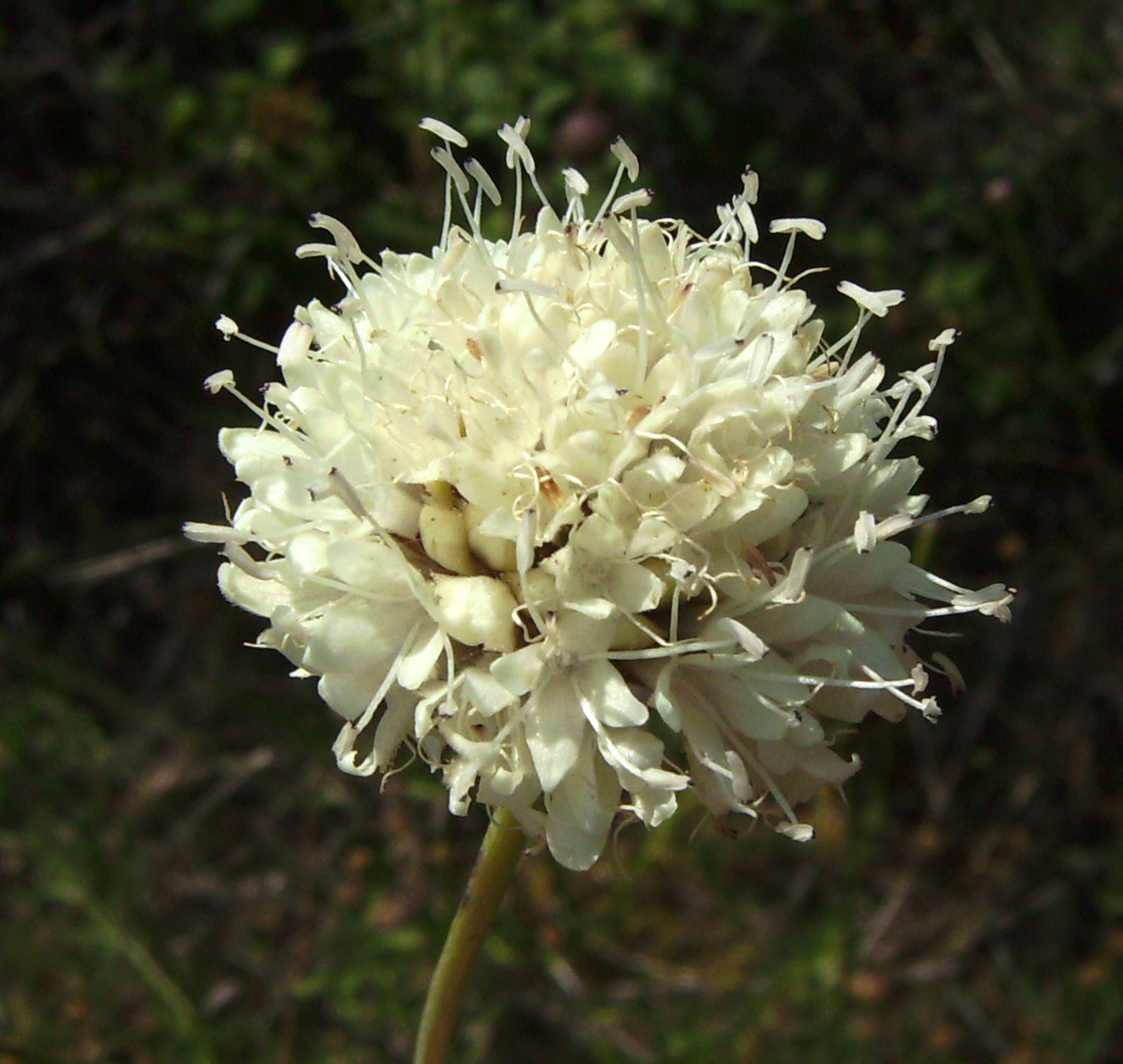
Głowaczek żółtawy

Rodzaj tradycyjnie zaliczany był do rodziny szczeciowatych Dipsacaceae. Rodzina ta od systemu APG II z 2003 włączana jest w randze podrodziny Dipsacoideae Eaton do rodziny przewiertniowatych Caprifoliaceae (opcjonalnie, a od systemu APG III z 2009 już zupełnie). Rodzaj jest siostrzany względem rodzaju szczeć Dipsacus, przy czym sekcja Sphaerodipsacus z rodzaju Dipsacus zajmuje pozycję bazalną względem obu rodzajów, czyniąc tym samym z tego ostatniego rodzaju takson parafiletyczny.
W obrębie rodzaju Cephalaria wyróżniane są cztery podrodzaje: Lobatocarpus Szabó (16 gatunków z południowej i wschodniej Afryki), Fimbriatocarpus Szabó (3 gatunki z obszaru śródziemnomorskiego), Cephalaria (ok. 55 gatunków z centrum zróżnicowania we wschodniej części basenu Morza Śródziemnego) i Phalacrocarpus (Boiss.) Szabó (cztery gatunki roczne ze wschodniej części obszaru śródziemnomorskiego).
Wykaz gatunków
- Cephalaria adiyamanensis Yıld.
- Cephalaria alpina (L.) Schrad. ex Roem. & Schult. – głowaczek alpejski
- Cephalaria ambrosioides (Sm.) Roem. & Schult.
- Cephalaria anamurensis Göktürk & Sümbül
- Cephalaria anatolica Shkhiyan
- Cephalaria aristata K.Koch
- Cephalaria armeniaca Bordz.
- Cephalaria armerioides Szabó
- Cephalaria armoraciifolia Bobrov
- Cephalaria attenuata (L.f.) Roem. & Schult.
- Cephalaria axillaris Hausskn. ex Bornm.
- Cephalaria aytachii Göktürk & Sümbül
- Cephalaria balansae Raus
- Cephalaria balkharica E.A.Busch
- Cephalaria beijiangensis Y.K.Yang, J.K.Wu & Sayit
- Cephalaria bojnordensis Ranjbar & Z.Ranjbar
- Cephalaria brevipalea (Sommier & Levier) Litv.
- Cephalaria calcarea Albov
- Cephalaria cedrorum Mouterde
- Cephalaria chaldoranensis Ranjbar & Z.Ranjbar
- Cephalaria cilicica Boiss. & Kotschy
- Cephalaria cilodaghensis Ranjbar & Z.Ranjbar
- Cephalaria coriacea (Willd.) Roem. & Schult. ex Steud. – głowaczek skórzasty
- Cephalaria dagestanica Bobrov
- Cephalaria davisiana Göktürk & Sümbül
- Cephalaria decurrens (Thunb.) Roem. & Schult.
- Cephalaria demetrii Bobrov
- Cephalaria demirizii Göktürk & Sümbül
- Cephalaria dichaetophora Boiss.
- Cephalaria dirmilensis Hub.-Mor.
- Cephalaria duzceensis Aksoy & Göktürk
- Cephalaria ekimiana Göktürk & Sümbül
- Cephalaria elazigensis Göktürk & Sümbül
- Cephalaria elmaliensis Hub.-Mor. & V.A.Matthews
- Cephalaria fanourii Perdetzoglou & Kit Tan
- Cephalaria flava (Sm.) Szabó – głowaczek żółty
- Cephalaria foliosa Compton
- Cephalaria galpiniana Szabó
- Cephalaria gazipashensis Sümbül
- Cephalaria gigantea (Ledeb.) Bobrov – głowaczek olbrzymi
- Cephalaria goetzei Engl.
- Cephalaria golestanica Ranjbar & Z.Ranjbar
- Cephalaria hakkiarica V.A.Matthews
- Cephalaria hirsuta Stapf
- Cephalaria humilis (Thunb.) Roem. & Schult.
- Cephalaria integerrima (Bornm.) Ranjbar & Z.Ranjbar
- Cephalaria integrifolia Napper
- Cephalaria isaurica V.A.Matthews
- Cephalaria joppensis (Rchb.) Coult. ex DC.
- Cephalaria juncea Boiss.
- Cephalaria katangensis Napper
- Cephalaria kesruanica Mouterde
- Cephalaria kleinii Ranjbar & Z.Ranjbar
- Cephalaria kotschyi Boiss. & Hohen.
- Cephalaria kurdistanica Maroofi, Tabad & Rastegar
- Cephalaria kutahyaensis Yıld.
- Cephalaria laevigata (Waldst. & Kit.) Schrad.
- Cephalaria leucantha (L.) Schrad. ex Roem. & Schult. – głowaczek żółtawy
- Cephalaria litvinovii Bobrov
- Cephalaria lycica V.A.Matthews
- Cephalaria mauritanica Pomel
- Cephalaria media Litv.
- Cephalaria microcephala Boiss.
- Cephalaria microdonta Bobrov
- Cephalaria nachiczevanica Bobrov
- Cephalaria natalensis Kuntze
- Cephalaria oblongifolia (Kuntze) Szabó
- Cephalaria paphlagonica Bobrov
- Cephalaria pastricensis Dörfl. & Hayek
- Cephalaria peshmenii Sümbül
- Cephalaria petiolata Compton
- Cephalaria procera Fisch. & Avé-Lall.
- Cephalaria pungens Szabó
- Cephalaria qeydarensis Ranjbar & Z.Ranjbar
- Cephalaria radiata Griseb. & Sohenk
- Cephalaria retrosetosa Engl. & Gilg
- Cephalaria rigida (L.) Roem. & Schult.
- Cephalaria saldaensis Göktürk, Hamzaoğlu & Yüceol
- Cephalaria salicifolia Post
- Cephalaria scabra (L.f.) Roem. & Schult.
- Cephalaria scoparia Contandr. & Quézel
- Cephalaria setosa Boiss. & Hohen.
- Cephalaria sparsipilosa V.A.Matthews
- Cephalaria speciosa Boiss. & Kotschy
- Cephalaria squamiflora (Sieber) Greuter
- Cephalaria stapfii Hausskn. ex Bornm.
- Cephalaria stellipilis Boiss.
- Cephalaria sublanata (Bornm.) Szabó
- Cephalaria sumbuliana Göktürk
- Cephalaria syriaca (L.) Schrad. ex Roem. & Schult. – głowaczek syryjski
- Cephalaria szaboi Hayek
- Cephalaria taurica Szabó
- Cephalaria tchihatchewii Boiss.
- Cephalaria tenella Payne ex Boiss.
- Cephalaria torbatejamensis Ranjbar & Z.Ranjbar
- Cephalaria transcaucasica (Bobrov) Galushko
- Cephalaria transylvanica (L.) Schrad. ex Roem. & Schult. – głowaczek siedmiogrodzki
- Cephalaria tuteliana Kuş & Göktürk
- Cephalaria uralensis (Murray) Roem. & Schult. – głowaczek uralski
- Cephalaria velutina Bobrov
- Cephalaria wilmsiana Szabó
- Cephalaria zeyheriana Szabó